# 中井源左衛門
中井 源左衛門（なかい げんざえもん、1716年（享保元年） - 1805年11月（文化2年9月）は、江戸時代中期の近江日野商人（近江商人）。屋号は「日野屋」。

## 生涯
中井家は代々佐々木家（六角氏）に仕え蒲生郡岡本村（現・蒲生郡日野町）にいたが、織田信長との観音寺城の戦いの後、1584年（元正11年）に蒲生郡日野に移住し、中井と称する。日野椀（日野塗り）の製造販売を商う。
初代中井源左衛門（諱は光武）は1734年（享保19年）に家督を継ぎ、関東以北への行商を行い1749年（寛延2年）下野国大田原・1769年（明和6年）仙台・伏見（後に廃店）・石見国後野・1788年（天明2年）相馬店・1788年（天明8年）京都店を出店。1800年（寛政12年）仙台藩より名字帯刀を許され、1805年（文化2年）死去する。
15年間の行商の間に販路を広げ雇人を使えるまでになり、行商から店舗販売に切り替えた結果、初代源左衛門が家督を継いで35年目の1769年（明和6年）には資産は凡そ7500両（1両40千円とした場合現在価値で3億円）に達した。扱い品は当初の塗り物から、産物回しにより生糸・紅花・漆器・薬種に広がり、金融業（質屋・大名貸し）・製紙・酒造業を営むに至った。その後も扱い商品を広げ初代源左衛門死去3年後の1808年（文化5年）には資産額は5万6千余両（現在価値で22.4億円超）となった。
急激な商売拡大は、近江や出店先の商人と組み支店を出したことにより他人資本を商売に組み込み、容易に店舗拡大並びに商売資金の投下を行うことができたことによる。なお、3代源左衛門光凞が死去する1833年（天保4年）には資産額は11万余量までに増えたが、明治維新後大名貸しの貸し倒れや太平洋戦争による生糸不況から1942年（昭和17年）には完全に廃業した。

## 家訓（語録）
中井源左衛門が1805年（文化2年）の正月に、長い商いの体験から得た人生訓を浄土宗を開いた法然の一枚起請文にならって書き記した。通称『金持商人一枚起請文』と呼ばれ、中井家の家訓として中井家代々に受け継がれた。（以下抜粋）
始末と吝きの違いあり。吝光は消え失せぬ。始末の光明満ちぬれば、十万億土照らすべし。
- 始末とケチは違う。ケチで貯まった財産はすぐに消える。始末で財産が蓄えられれば、世界中を照らすだろう。[2]

二代三代もつづいて善人の生まれ出る也。それを祈る候には、陰徳善事をなさん。
- 2代も3代も続けて立派な人物を輩出するためには、人に知れぬ善事をしていくより他に方法はない。[2]

## 家族
父 中井光治
子 中井源左衛門（2代）光昌
孫 中井源左衛門（3代）光凞
子 中井正治右衛門（京都中井家）
子 中井源三郎尚武

## 文献
- 「近江商人中井家の研究」（江頭恒治著 雄山閣 1992年）
- 「江州中井家帖合の法」（小倉栄一郎著 ミネルヴァ書房 1962年）
- 「滋賀大学経済学部附属史料館研究彙報第50号 近江商人中井家の家訓・店則に見る立身と出世 宇佐美英機」（滋賀大学経済学部附属史料館 1998年）